# Ottendorf (Peitz)
Ottendorf, niedersorbisch Otašojce, ist ein amtlich ausgewiesener Wohnplatz der Stadt Peitz im Landkreis Spree-Neiße in Brandenburg. Der Ort liegt im amtlichen Siedlungsgebiet der Sorben/Wenden.

## Lage
Ottendorf liegt in der Niederlausitz etwa fünf Kilometer nördlich von Cottbus und unmittelbar südwestlich der Kernstadt Peitz in der Peitzer Teichlandschaft. Umliegende Ortschaften neben Peitz im Norden und Osten sind der zur Gemeinde Teichland gehörende Ortsteil Maust im Süden, die Cottbuser Stadtteile Willmersdorf und Döbbrick im Südwesten, Drehnow im Westen sowie der Teilort Turnow der Gemeinde Turnow-Preilack im Nordwesten. Westlich der Gemarkung liegt die Garkoschke, ein durch Sandabbau in den 1970er Jahren entstandener Badesee.
Durch Ottendorf verläuft die Bundesstraße 168 von Guben nach Cottbus. Durch den Ort fließen die vom Graben von Ottendorf gespeiste Malxe und der Hammergraben.

## Geschichte
Die Siedlung Ottendorf wurde 1782 gegründet. Sie wurde nach Otto Giesel, dem Sohn des Landpächters und Ortsgründers Elius Balthasar Giesel, benannt.
Ottendorf lag seit jeher im Königreich Preußen, zwischen 1816 und 1945 war der Ort dort Teil des Landkreises Cottbus im Regierungsbezirk Frankfurt in der Teilprovinz Neumark. Zum 1. Juli 1950 erfolgte die Eingemeindung nach Peitz. Am 25. Juli 1952 wurde Ottendorf dem neu gebildeten Kreis Cottbus-Land im Bezirk Cottbus zugeordnet. Nach der Wende in der DDR lag Ottendorf zunächst im Landkreis Cottbus und wurde mit der brandenburgischen Kreisreform vom 6. Dezember 1993 dem Landkreis Spree-Neiße zugeordnet.

## Bevölkerungsentwicklung
| 1875 | 384 | 1910 | 363 | 1933 | 350 | 1946 | 404 |
| 1890 | 468 | 1925 | 356 | 1939 | 318 |      |     |

Für seine Statistik über die sorbische Bevölkerung in der Lausitz ermittelte Arnošt Muka in den achtziger Jahren des 19. Jahrhunderts 50 sorbische Einwohner in Ottendorf.

## Nachweise
1. ↑  Reinhard E. Fischer: Die Ortsnamen der Länder Brandenburg und Berlin. Alter – Herkunft – Bedeutung. be.bra Wissenschaft, Berlin 2005, S. 127.
2. ↑  Ottendorf im Geschichtlichen Ortsverzeichnis. Abgerufen am 2. November 2017.
3. ↑  Historisches Gemeindeverzeichnis des Landes Brandenburg 1875 bis 2005. (PDF; 331 KB) Landkreis Spree-Neiße. Landesbetrieb für Datenverarbeitung und Statistik Land Brandenburg, Dezember 2006, abgerufen am 2. November 2017.